# Korengeest

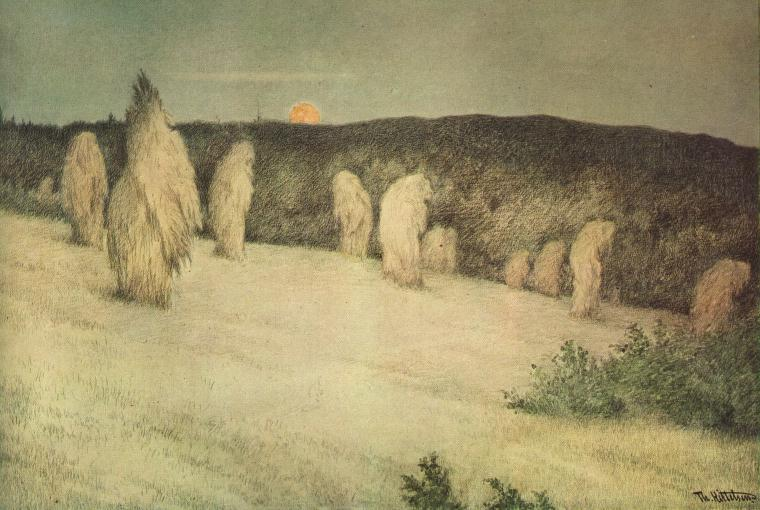
Koren in maanlicht, Theodor Kittelsen, ca. 1900

De korengeest is de (levens)geest die volgens het traditionele geloof van vele volkeren in het koren huist. Deze geest moest in ere worden gehouden, wilde het gemaaide koren bij de volgende zaai- en oogstcyclus opnieuw tot leven komen
Er bestaan vele vormen in vele landen. Het gebruik ervan leeft nog voort als een soort survival: er werden bijvoorbeeld poppen van koren vervaardigd, als offergave,
een gewoonte waarvan de oorsprong uit het collectief bewustzijn is verdwenen. Zo worden met name in de Verenigde Staten van Amerika nog steeds wel graanpoppetjes, de zogenaamde corn dollies, gemaakt. Het woord dolly verwijst daarbij wellicht naar een staketsel met armen en benen. Het kan echter ook afgeleid zijn van het Hindi-woord dālī, dat "offer" betekent.

## Magie en religie: de levenscyclus
Door antropologen, met als belangrijkste exponent James Georg Frazer (1854-1941), is de nadruk erop gelegd dat de mens in zijn pre-wetenschappelijke fase was aangewezen op magie en religie. Het kon niet anders of aan de vroege mens viel de cycliciteit van het bestaan op. Seizoenen wisselden elkaar af totdat het jaar "stierf" en herleefde. Oogstproducten werden gezaaid, ze ontsproten, werden geoogst en gaven zaad dat opnieuw ontkiemde.
Zo werden verbanden gelegd die wij niet langer als verbanden ondergaan en wij als magisch beschouwen, want ook koningen werden oud en overleden, of werden omgebracht door een jongere, krachtigere troonpretendent. Dit leidde ook tot religieuze beleving: er ontstond een geloof aan de god die stierf en weer herrees.
Ook tussen het eigen bestaan enerzijds en anderzijds deze cycliciteit en dit herrijzenisgeloof werd een magisch/religieus verband gelegd. Werd niet het graan begraven om vervolgens weer tot leven te komen en op te groeien? Gehoopt werd dat dit ook de mens na zijn eigen dood zou overkomen: dat na de begrafenis een wedergeboorte zou plaatsvinden. Zo werd enerzijds de natuur als blauwdruk voor het menselijk bestaan gezien. Anderzijds werden aan die natuur menselijke eigenschappen en kwaliteiten toegeschreven: de natuur was bezield. Het koren had een geest; in sommige culturen moest toestemming van die geest tot oogsten worden gevraagd aan het begin ervan.

## Korenmoeder
De oude Grieken hadden een godin van het koren, Demeter, wier dochter Persephone slechts in het seizoen van groei en bloei boven de aarde mocht leven.
In Duitstalige streken werd de laatste korenschoof die nog op het veld stond als de korenmoeder beschouwd, wier geest gedood werd bij het dorsen. Als alternatief werd wel een krans van koren gevlochten, waarin de geest van het koren zou huizen. Die krans werd met Pasen in de kerk gezegend, of met Kerst als levenbrengend element in de kribbe geplaatst.
In Frankrijk (Auxerre, Bretagne) werd het laatste koren wel in de vorm van een mens gevlochten. Korrels werden bewaard en gemengd met het zaaigoed voor volgend jaar. Dit alles diende ertoe om de continuïteit van het leven te waarborgen. Vergelijkbare gebruiken zijn waargenomen in onder meer Schotland, Ierland en Wales, alsook in Zweden, Polen en Rusland.
De gebruikte objecten werden soms "korenmoeder" genoemd, ook wel "grote moeder", "oude vrouw" of juist "oude man". Ook benamingen als "de maagd" of juist "de heks" komen voor, vaak afhankelijk van de oogsttijd.
Al deze rituelen en opvattingen zijn als magisch gekenschetst. Niet zozeer als religieus, want er komen immers geen priesters of tempels aan te pas. Ook worden geen goden aangeroepen, maar getracht wordt de natuur gunstig te beïnvloeden. Ondergang en herrijzenis, de kringloop van leven en dood, worden erin uitgedrukt.
De rituelen zijn niet beperkt tot Europa: vergelijkbare gebruiken zijn waargenomen van Peru tot Birma en Indonesië, al kan het daar uiteraard andere gewas betreffen, zoals maïs of rijst.
Het dak van de tempel Dendera (in Egypte) van de moedergodin Hathor was van een ensemble voor vieringen voorzien. Er werden eens per jaar beeldjes van Osiris gemaakt uit Nijlslik (via een mal). Daarin werden tegelijk graan, kikkererwten, gerst en andere zaden en vruchten gestoken. Dat geheel werd 9 dagen begoten met water. Zo ontstond een plantenkluwen in de vorm van een kruidenpop. Deze pop, Osiris verbeeldend, werd dan gedroogd en bewaard. De kruidenpop van het vorige jaar werd gemummificeerd en zorgvuldig bewaard. Osiris, verspreider van de landbouw, werd aldus verpersoonlijkt in het graan en de gewassen van het veld. Dergelijke beeldjes werden ook aan doden meegegeven. De symboliek hiervan is dat de gestorvene in het nieuwe voorjaar zal herrijzen en tegelijk is het "homeopathische magie": plantjes kiemen, dus ook de dode krijgt een nieuw leven.
Het gebruik bestaat nog bij de Kopten. Tijdens de Goede Week wordt een voorstelling van Jezus Christus in de vorm van een mummie van Goede Vrijdag tot Paaszondag op het altaar gelegd, omgeven door bloemblaadjes en dergelijke. Vrouwen (mannen spelen geen rol in dit ritueel) vullen nog altijd potjes met aarde en plaatsen er zaaigoed in. Dit doet denken aan de tuin van Adonis. Op Sicilië werd in het voorjaar altijd zo’n pot ("tuin van Adonis") gemaakt, die daarna werd weggegooid.
Voor de regeneratie van Osiris is Isis belangrijk als actieve kracht die het lichaam van Osiris, dat in 14 stukjes is gesneden, weer tot één geheel maakt. Dat is de wederopstanding. Osiris moet lijden en sterven opdat wij leven. Analoog daaraan wordt koren gedorst, gemalen en gezaaid. Brood speelt een grote rol in deze cultus, evenals wijn (het bloed van Osiris).
Het christendom kon zich zo snel verspreiden in het Midden-Oosten omdat het naast de staatsgodsdienst de vorm aannam van een populistische godsdienst, waarin deze bestaande oude gebruiken en rituelen werden ingekapseld. Er was dus tegelijkertijd aansluiting bij het verleden en vernieuwing. Dit kenmerkt het proces van de kerstening.

## Dood van de korengeest

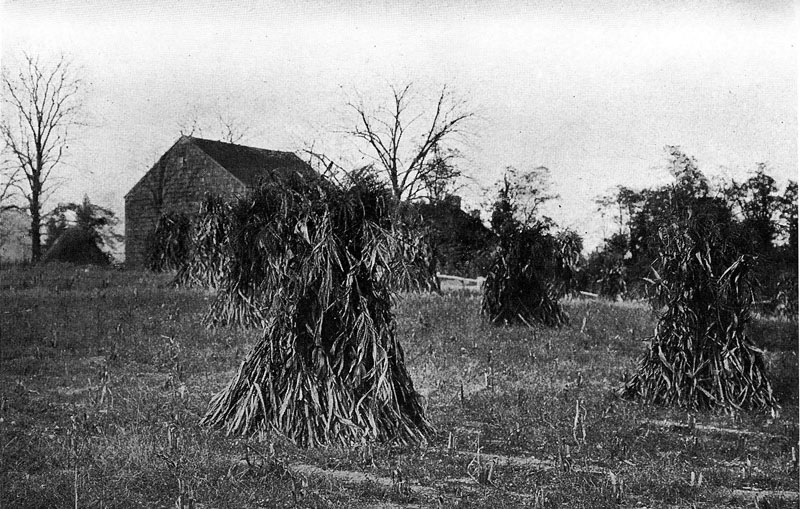
Afbeelding uit In Hallowe'en Time, 1919

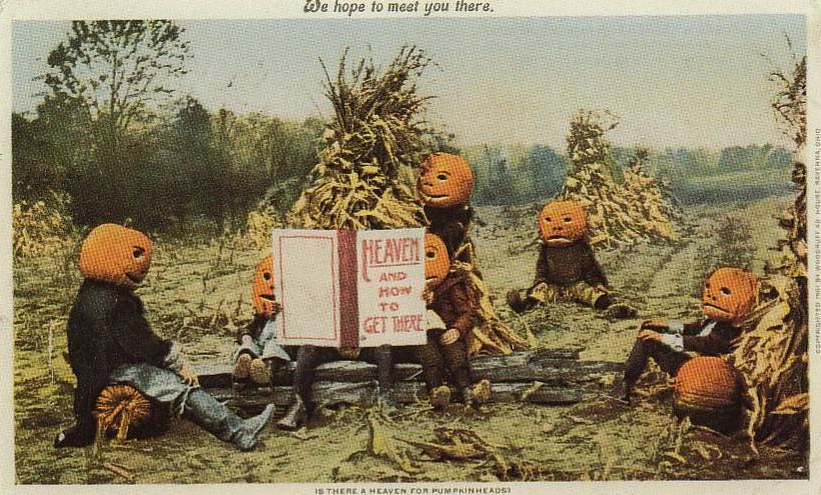
Pumpkinheads Heaven, 1901

In een aantal culturen is het begin van de oogst waarschijnlijk beschouwd als handeling die de dood van de korengeest tot gevolg had. Een Frygische mythe vertelt hoe iemand die aan het oogsten was vreemdelingen dwong hem te helpen en hen dan doodde, totdat Herakles daar een eind aan maakte. Dit zou erop duiden dat vreemdelingen die in de oogsttijd voorbijkwamen wel als belichaming van de korengeest werden beschouwd en daarom werden omgebracht.
Nog veel later werd in Europa de maaier van de laatste schoof hetzij geslagen, hetzij met water bespoten (wellicht een reinigingsritueel) of althans belachelijk gemaakt. Ook konden vreemdelingen het voorwerp van een dergelijk oud ritueel zijn: er werd bijvoorbeeld een touw om hun arm gebonden, dat pas werd verwijderd na betaling van losgeld.
Vanuit Ecuador, West-Afrika, de Filipijnen, Bengalen en andere streken zijn wel mensenoffers gemeld, soms ook de offers van vele kinderen. Aldus is in de antropologie een verband gepostuleerd tussen de dood van de korengeest, de ondergang van goden als Persephone en het offeren van mensen. Daarmee werd de god van de vruchtbaarheid zowel vereerd als gedood.

## Dieren
Ook dieren werden wel beschouwd als de belichaming van de korengeest. Wolf of hond, vos of haas, haan, gans of kwartel, maar ook de kat, de geit of het varken, het rund en het paard konden die rol vervullen. Soms werd zo'n dier geslacht, soms werd er een brood gebakken dat juist aan het vee werd gevoerd. Dood en voedsel, offer en leven staan aldus met elkaar in verband.